# Cerkev sv. Ane, Jezero (Občina Brezovica)
Cerkev sv. Ane stoji na hribu Šentan, ki spada pod vas Jezero. Ob vznožju hriba leži tudi vas Podpeč.
Cerkev je bila zgrajena v času gotskega sloga in leta 1883 obnovljena v baročnem slogu. Nad vrati je nekoč stal kip svete Ane s hčerjo Marijo in malim Jezusom, a so ga leta 1938 prenesli v Narodno galerijo. Cerkev je bila med drugo svetovno vojno močno poškodovana. Podpečani so jo obnovili leta 1968.

## Cerkvena zgradba
Cerkev, ki je orientirana proti vzhodu, sestavljajo pravokotna cerkvena ladja, zvonik s piramidasto streho in tristrano zaključen prezbiterij. Prezbiteriju sta na južni strani prislonjeni zakristija in pred njo lopa. Vhod v cerkev je skozi kamnit, profiliran portal na južni fasadi ladje. Portal je okrašen z volutama, ki oklepata nišo, v kateri je nekoč stal kip Ane Samotretje, delo ljubljanske kiparske delavnice iz časa ok. 1450 (danes se nahaja v Narodni galeriji). Cerkev je imela vhod tudi s severne strani, ki pa je od leta 1968 zazidan. Fasade ladje, prezbiterija in zvonika so na vogalih poudarjene z narisanimi vogalniki v sivem tonu. V zgornjem delu zvonika oklepajo stene kamniti pasovi, kamnite so tudi bifore v odprtinah za zvonove.
V notranjosti ima ladja lesen strop, pod pa je tlakovan z opečnimi tlakovci. Pod ometom severne stene naj bi bila skrita poslikava iz 15. stoletja. Prezbiterij je za stopnico dvignjen. Obok prezbiterija je prepreden z grebeni, ne kaže pa več nekdanje zvezdaste obočne sheme. Ostenja okenskih odprtin so dekorativno poslikana s kvadratnimi vzorci. Iz prezbiterija vodi v zakristijo kamnit portal.
V cerkvi so danes le tri oltarne mize. Kar je od nekoč bogate opreme po vojni ostalo vrednega, hranijo v preserskem župnišču.

## Zgodovina cerkve
Kdaj je bila cerkev zgrajena, se ne ve, vsekakor pa v obdobju gotskih gradenj. V pisnih virih se začenja pojavljati šele v 17. stoletju z vizitacijskimi zapisniki ljubljanske škofije. 
Prvič jo leta 1631 omenja zapisnik o vizitaciji škofa Rinalda Scarlicchija, v katerem je rečeno, da je cerkev na novo obnovljena, vendar še ni povsem dograjena, podana so tudi navodila za spremembe in izboljšave. Leta 1645 je pomožni škof Mihael Chumberg posvetil cerkev, ki je imela tri oltarje.
Leta 1689 omenja cerkev Valvazor v Slavi vojvodine Kranjske kot  S. Annae auf dem Berge oberhalb Podpetz, podružnico iške župnije. Tudi tedaj je imela cerkev tri oltarje, posvečeni pa so bili sv. Ani, 'naši ljubi Gospe' in sv. Nikolaju. Valvazor pove, da se za praznik svete Ane od vsepovsod zbere ogromno ljudi. Leta 1792 je cerkev prišla pod novo ustanovljeno presersko župnijo. Leta 1864 je dobila stolpno uro z mehanizmom za bitje. Leta 1868 so ob cerkvi zgradili cisterno za vodo (ki je danes zasuta).
Leta 1883 so ob večjih obnovitvenih delih cerkev preoblikovali po tedanjem okusu baroka. Leta 1891 je močno izpostavljen zvonik dobil strelovod. Leta 1920 so popravljali cerkveno streho. Zvonove, ki so bili med prvo svetovno vojno odpeljani, so nadomestili z novimi, železnimi (toni g, h, cis).
Po opisih v Topografiji Marijana Marolta iz leta 1929 je bila tedaj cerkev lepo opremljena. Lesen nastavek glavnega oltarja (ki ga je leta 1776 izdelal Anton Mihael Fayenz in leta 1901 obnovil Franc Blaznik) je imel v osrednji niši kip sv. Ane z Marijo, obdan z oblaki in angelci. Ob niši, ki so jo obdajali stebri in pilastri, sta stala kipa Elizabete in Emerencijana, na obhodnih lokih pa kipa Zaharije in Joahima. V atiki je bila skupina Marijinega kronanja. Oltarna slika (ki je tudi delo Antona Mihaela Fayenza in je danes na varnem v preserskem župnišču) prikazuje sv. Ano, ki uči brati malo Marijo, prizor pa s strani opazuje Joahim.
Lesena nastavka stranskih oltarjev iz 18. stoletja sta bila slabše kakovosti. Na desnem je bil v osrednji niši kip sv. Miklavža in ob straneh kipa sv. Erazma in sv. Ambroža. V atiki, ki je bila zaključena z baldahinom, je bilo v osrednji niši vnebovzetje, ob straneh pa kipa sv. Valentina in Janeza Nepomuka. Na levem oltarju je osrednje mesto zavzemal kip Matere Božje, ob straneh sta bila nameščena kipa sv. Lucije in sv. Barbare, v atiki pa kipi Matere Božje, sv. Matije in sv. Antona. Na obeh stranskih oltarjih je bila letnica 1861, ki bi lahko označevala njuno obnovo.
V cerkvi sta bili tudi prižnica, delo ljudske umetnosti z rastlinsko ornamentiko, in kip sv. Antona iz okoli leta 1800.
Cerkev je veliko škodo utrpela med drugo svetovno vojno. Italijanski vojaki so jo leta 1942 spremenili v vojaško postojanko (sosednjo cerkovnikov domačijo pa so porušili). Po razpadu Italije so se v cerkvi naselili partizani. V letih 1943/44 so Nemci cerkev obstreljevali s težkimi topovi. Po vojni je nacionalizacija  zemljišča onemogočala popravilo cerkve, tako da je bila dolgo časa brez strehe in se je porušil obok ladje.
Leta 1968 so Podpečani cerkev s prostovoljnim delom obnovili. Nad ladjo so zgradili betonsko ploščo, ki povezuje stene, in novo ostrešje, ki so ga pokrili z bobrovcem. Na betonsko ploščo so obesili lesen strop. Notranjost so na novo tlakovali z opečnimi tlakovci. Obnovljeno cerkev je 7. septembra 1969 blagoslovil ljubljanski škof Jožef Pogačnik, ki je takrat tudi na novo posvetil menzo glavnega oltarja.
- Cerkev sv. Ane iz pričje perspektive
- Cerkev na vrhu hriba
- Kamnit vhodni portal in lopa pred zakristijo